# Летние юношеские Олимпийские игры 2030
Летние юношеские Олимпийские игры 2030 (официальное название Пятые летние юношеские Олимпийские игры (англ. V Summer Youth Olympic Games)) пройдут летом 2030 года. Изначально Игры должны были пройти в 2026 году, но в 2020 году IV Игры, которые были запланированы на 2022 год, были перенесены на 2026 год, а 5-е игры были сдвинуты на 4 года.

## Кандидаты

### Официальные заявки
- Паттайя (совместная заявка с Бангкоком), Таиланд
- Манагуа, Никарагуа
- Картахена, Колумбия
- Бхубанешвар или Дели, Индия
- Барнаул, Россия [1]